# Edwin Thompson Jaynes
Edwin Thompson Jaynes (5. července 1922 – 30. dubna 1998) byl americký fyzik a metodolog, známý pracemi zejména ve statistické fyzice, teorii pravděpodobnosti a spektroskopii.

## Dílo
E. T. Jaynes původně začal svou disertaci pod vedením Oppenheimera, dokončil ji však pod vedením Eugena Wignera na University of Princeton. Právě od něj poprvé slyšel myšlenku, že pojmy entropie i pravděpodobnost jsou definovány teprve po zadání úrovně popisu, a mají tedy nutně a nevyhnutelně do určité míry antropomorfní charakter. Tato myšlenka mladého Jaynese hluboce ovlivnila a přivedla jej posléze k jeho zásadním pracím ve statistické termodynamice a teorii pravděpodobnosti, včetně mnoha aplikací. Velmi rozsáhlý a vlivný vědecký odkaz Edwina Jaynese je z velké části zpřístupněn na Internetu.
V roce 1957 uveřejnil Jaynes mimořádně vlivnou a významnou práci, ve které vyložil statistickou mechaniku z pohledu teorie informace.
V ní rozvinul metodu maximální entropie (MaxEnt). Podařilo se mu tak hlouběji pochopit, proč vlastně funguje Gibbsova metoda statistické mechaniky, např. jeho metoda velkého kanonického rozdělení. Současně také Jaynes zdůvodnil, proč statistická mechanika v tradičnějším pojetí Boltzmanna či Ehrenfesta vede k principiálním nesnázím i paradoxům. Jaynes ukázal, že např. ergodická hypotéza není pro většinu cílů statistické fyziky vůbec zapotřebí. Okolo r. 1963 navíc Jaynes ukázal, že tzv. nerovnovážná statistická termodynamika či tzv. fyzikální kinetika je již obsažena ve formalismu metody maximální entropie a de facto nevyžaduje žádné nové principy. Např. transportní rovnice či kinetické koeficienty tak vyplynuly přímo ze základního formalismu MaxEnt.
Současně se statistickou fyzikou Jaynes rozpracoval obecnější hledisko na teorii pravděpodobnosti, které je též velmi příhodné pro práci ve fyzice i jiných aplikacích. Teorii pravděpodobnosti rozvinul jako zobecnění klasické (aristotelovské) logiky na situace, kdy pracujeme s neúplnou (parciální) informací o zadaném systému. V klasické logice máme úplnou informaci o systému a můžeme proto všem možným hypotézám (mikroskopickým stavům) systému přiřadit pravdivostní hodnotu „1“ či „0“. V teorii pravděpodobnosti však vycházíme pouze z neúplné informace o systému, a tudíž můžeme přiřadit jednotlivým hypotézám (stavům systému) reálné číslo v intervalu mezi 0 a 1. Studiem originálních prací Laplace se též Jaynes ubezpečil, že „jeho“ pojetí teorie pravděpodobnosti, ve smyslu zobecněné logiky, představuje vlastně návrat k Laplaceovým myšlenkám, - které byly v následujícím století deformovány i zkomoleny mnohem užší, tzv. frekvencionistickou školou pravděpodobnosti (zejména von Mises).
Výstavba teorie pravděpodobnosti v Jaynesově pojetí – coby zobecněná logika – klade za výchozí součinové a součtové pravidlo a důsledně pracuje s pojmem podmíněná pravděpodobnost. Jaynes ukazuje, že toto pojetí nevyžaduje žádné odkazy na často neuskutečnitelný „hromadný výskyt jevu ve stabilních podmínkách“, jako je to vyžadováno u tzv. "frekvencionistické" školy pravděpodobnosti. Ta je pouze určitou velmi speciální aplikací obecněji chápané teorie pravděpodobnosti. Jaynesovo pojetí je naopak prakticky ekvivalentní Kolmogorovově axiomatice teorie pravděpodobnosti, založené na teorii míry. Obě tato pojetí – Jaynesovo i Kolmogorovovo – umožňují přiřazovat pravděpodobnosti i jevům, u nichž nelze splnit hromadnost výskytu a ustálenost podmínek. Jaynes navíc ukázal, že některé výchozí pravděpodobnosti je vždy nutné zadat apriori, takže používání apriorní pravděpodobnosti v Bayesově formuli je obecně nevyhnutelné.
Jaynes se také mimořádně zasloužil o pochopení závažné letité otázky, nakolik je teorie pravděpodobnosti jedinečná a výlučná. Rozpoznal přitom zásadní význam prací Richarda T. Coxe, které dále rozpracoval. Jaynes a Cox ukázali, že dva ústřední vztahy teorie pravděpodobnosti, tzv. součtové pravidlo a součinové pravidlo (Bayesův teorém), jsou jediným matematickým řešením velmi elementárních požadavků na bezespornost a konzistenci pravděpodobnostního kalkulu. To představuje velmi závažný a pro mnohé autory až dodnes překvapivý výsledek, neboť je velmi rozšířená domněnka, že pravidla teorie pravděpodobnosti mají spíše „smluvní“ charakter a je možné je nejrůznějším způsobem měnit nejen formálně, ale i obsahově. Teorie pravděpodobnosti tedy představuje velmi „tuhý“ a unikátní systém, který prakticky nelze nahradit nějakým jiným „pravděpodobnostním“ kalkulem, aniž bychom se dostali do konfliktu se základními požadavky racionality. Kupříkladu – odvození pravděpodobnostních hodnot různými a stejně logicky možnými cestami by pak obecně vedlo k různým výsledkům.
Jaynes vytvořil nadčasové vědecké dílo a řada jeho prací se dočkala mimořádného citačního ohlasu až s odstupem desetiletí. Inspirují též styl a etika Jaynesovy vědecké cesty. Hájil nezávislost vědecké práce a nikdy nepodléhal psychóze „publish or perish“, kvůli níž též neváhal po dekádě úspěšné kariéry přejít ze Stanfordovy univerzity na Washington University. Jeho četné uveřejněné recenze i polemiky ukazují, že se nikdy nesnížil k napadání oponenta namísto věcné argumentace – což se nedá říci o řadě jeho vědeckých odpůrců. Ve svých pracích Jaynes vždy usiloval o zachycení základní myšlenky tak, aby neutonula v záplavě zdánlivě „exaktního“, ale ve skutečnosti bezobsažného a zbytečného formalismu. Současně zdůrazňoval, že koncepční neujasněnost či chybná interpretace teorie i experimentu může být sotva nahrazena např. tradičním stylem "definice-věta-důkaz". V jeho mistrovském a rozsáhlém díle Probability Theory – the Logic of Science, které již po Jaynesově smrti připravil k vydání Larry Bretthorst, nalezneme též kapitoly a řadu poznámek, které velmi zasvěceně a odvážně diskutují též o často opomíjených aspektech vědecké práce.